# Joseph Bertin
Capitão Joseph Bertin (1690 – 1736) foi um dos primeiros autores sobre xadrez. Seu livro The Noble Game of Chess foi provavelmente o primeiro escrito valioso da língua inglesa e B. Goulding Brown, descreve que este trabalho como o primeiro original do idioma.
Bertin foi um Huguenote nascido em Castelmoron-sur-Lot por volta de 1690. Ainda jovem, foi para a Inglaterra onde se naturalizou cidadão em 1713 e se casou em 1719. Em 1726, alistou-se num regimento de linha servindo nas Antilhas. Algum tempo depois foi promovido a Capitão da Marinha Britânica, sendo depois liberado do serviço militar como inválido.
Em 1735 ele publicou um pequeno livro intitulado The Noble Game of Chess, que era vendido somente na Slaughter's Coffee House. Este trabalho contém uma análise de aberturas e conselhos para o meio-jogo que são úteis na atualidade. Inclui também um total de 19 regras para o meio-jogo, alguns exemplos:
"2. Nunca utilize sua Dama, até que o seu jogo esteja toleravelmente bem aberto, de modo que você não perca movimentos; e um jogo bem aberto fornece boas situações."
"3. Não dê xeque sem necessidade."
"18. Para jogar bem o final do jogo, você deve calcular quem tem o movimento do qual o jogo todo depende." (Esta é uma referência ao zugzwang.)
O livro contém também 26 jogos, com cada variação sendo analisada como um jogo em separado.

## Problema
|   | a | b | c | d | e | f | g | h |   |
| 8 | a8 preto bispo · c8 preto torre · d8 preto rei · e8 preto torre · c7 preto bispo · e7 preto peão · f7 preto cavalo · a6 branco torre · d6 preto peão · e6 branco rainha · e5 branco peão · f5 preto peão · h5 preto peão · a4 branco cavalo · d4 branco peão · f4 branco peão · b3 branco cavalo · e3 preto rainha · g3 preto peão · h3 branco peão · g2 branco peão · d1 branco bispo · f1 branco rei | a8 preto bispo · c8 preto torre · d8 preto rei · e8 preto torre · c7 preto bispo · e7 preto peão · f7 preto cavalo · a6 branco torre · d6 preto peão · e6 branco rainha · e5 branco peão · f5 preto peão · h5 preto peão · a4 branco cavalo · d4 branco peão · f4 branco peão · b3 branco cavalo · e3 preto rainha · g3 preto peão · h3 branco peão · g2 branco peão · d1 branco bispo · f1 branco rei | a8 preto bispo · c8 preto torre · d8 preto rei · e8 preto torre · c7 preto bispo · e7 preto peão · f7 preto cavalo · a6 branco torre · d6 preto peão · e6 branco rainha · e5 branco peão · f5 preto peão · h5 preto peão · a4 branco cavalo · d4 branco peão · f4 branco peão · b3 branco cavalo · e3 preto rainha · g3 preto peão · h3 branco peão · g2 branco peão · d1 branco bispo · f1 branco rei | a8 preto bispo · c8 preto torre · d8 preto rei · e8 preto torre · c7 preto bispo · e7 preto peão · f7 preto cavalo · a6 branco torre · d6 preto peão · e6 branco rainha · e5 branco peão · f5 preto peão · h5 preto peão · a4 branco cavalo · d4 branco peão · f4 branco peão · b3 branco cavalo · e3 preto rainha · g3 preto peão · h3 branco peão · g2 branco peão · d1 branco bispo · f1 branco rei | a8 preto bispo · c8 preto torre · d8 preto rei · e8 preto torre · c7 preto bispo · e7 preto peão · f7 preto cavalo · a6 branco torre · d6 preto peão · e6 branco rainha · e5 branco peão · f5 preto peão · h5 preto peão · a4 branco cavalo · d4 branco peão · f4 branco peão · b3 branco cavalo · e3 preto rainha · g3 preto peão · h3 branco peão · g2 branco peão · d1 branco bispo · f1 branco rei | a8 preto bispo · c8 preto torre · d8 preto rei · e8 preto torre · c7 preto bispo · e7 preto peão · f7 preto cavalo · a6 branco torre · d6 preto peão · e6 branco rainha · e5 branco peão · f5 preto peão · h5 preto peão · a4 branco cavalo · d4 branco peão · f4 branco peão · b3 branco cavalo · e3 preto rainha · g3 preto peão · h3 branco peão · g2 branco peão · d1 branco bispo · f1 branco rei | a8 preto bispo · c8 preto torre · d8 preto rei · e8 preto torre · c7 preto bispo · e7 preto peão · f7 preto cavalo · a6 branco torre · d6 preto peão · e6 branco rainha · e5 branco peão · f5 preto peão · h5 preto peão · a4 branco cavalo · d4 branco peão · f4 branco peão · b3 branco cavalo · e3 preto rainha · g3 preto peão · h3 branco peão · g2 branco peão · d1 branco bispo · f1 branco rei | a8 preto bispo · c8 preto torre · d8 preto rei · e8 preto torre · c7 preto bispo · e7 preto peão · f7 preto cavalo · a6 branco torre · d6 preto peão · e6 branco rainha · e5 branco peão · f5 preto peão · h5 preto peão · a4 branco cavalo · d4 branco peão · f4 branco peão · b3 branco cavalo · e3 preto rainha · g3 preto peão · h3 branco peão · g2 branco peão · d1 branco bispo · f1 branco rei | 8 |
| 7 | a8 preto bispo · c8 preto torre · d8 preto rei · e8 preto torre · c7 preto bispo · e7 preto peão · f7 preto cavalo · a6 branco torre · d6 preto peão · e6 branco rainha · e5 branco peão · f5 preto peão · h5 preto peão · a4 branco cavalo · d4 branco peão · f4 branco peão · b3 branco cavalo · e3 preto rainha · g3 preto peão · h3 branco peão · g2 branco peão · d1 branco bispo · f1 branco rei | a8 preto bispo · c8 preto torre · d8 preto rei · e8 preto torre · c7 preto bispo · e7 preto peão · f7 preto cavalo · a6 branco torre · d6 preto peão · e6 branco rainha · e5 branco peão · f5 preto peão · h5 preto peão · a4 branco cavalo · d4 branco peão · f4 branco peão · b3 branco cavalo · e3 preto rainha · g3 preto peão · h3 branco peão · g2 branco peão · d1 branco bispo · f1 branco rei | a8 preto bispo · c8 preto torre · d8 preto rei · e8 preto torre · c7 preto bispo · e7 preto peão · f7 preto cavalo · a6 branco torre · d6 preto peão · e6 branco rainha · e5 branco peão · f5 preto peão · h5 preto peão · a4 branco cavalo · d4 branco peão · f4 branco peão · b3 branco cavalo · e3 preto rainha · g3 preto peão · h3 branco peão · g2 branco peão · d1 branco bispo · f1 branco rei | a8 preto bispo · c8 preto torre · d8 preto rei · e8 preto torre · c7 preto bispo · e7 preto peão · f7 preto cavalo · a6 branco torre · d6 preto peão · e6 branco rainha · e5 branco peão · f5 preto peão · h5 preto peão · a4 branco cavalo · d4 branco peão · f4 branco peão · b3 branco cavalo · e3 preto rainha · g3 preto peão · h3 branco peão · g2 branco peão · d1 branco bispo · f1 branco rei | a8 preto bispo · c8 preto torre · d8 preto rei · e8 preto torre · c7 preto bispo · e7 preto peão · f7 preto cavalo · a6 branco torre · d6 preto peão · e6 branco rainha · e5 branco peão · f5 preto peão · h5 preto peão · a4 branco cavalo · d4 branco peão · f4 branco peão · b3 branco cavalo · e3 preto rainha · g3 preto peão · h3 branco peão · g2 branco peão · d1 branco bispo · f1 branco rei | a8 preto bispo · c8 preto torre · d8 preto rei · e8 preto torre · c7 preto bispo · e7 preto peão · f7 preto cavalo · a6 branco torre · d6 preto peão · e6 branco rainha · e5 branco peão · f5 preto peão · h5 preto peão · a4 branco cavalo · d4 branco peão · f4 branco peão · b3 branco cavalo · e3 preto rainha · g3 preto peão · h3 branco peão · g2 branco peão · d1 branco bispo · f1 branco rei | a8 preto bispo · c8 preto torre · d8 preto rei · e8 preto torre · c7 preto bispo · e7 preto peão · f7 preto cavalo · a6 branco torre · d6 preto peão · e6 branco rainha · e5 branco peão · f5 preto peão · h5 preto peão · a4 branco cavalo · d4 branco peão · f4 branco peão · b3 branco cavalo · e3 preto rainha · g3 preto peão · h3 branco peão · g2 branco peão · d1 branco bispo · f1 branco rei | a8 preto bispo · c8 preto torre · d8 preto rei · e8 preto torre · c7 preto bispo · e7 preto peão · f7 preto cavalo · a6 branco torre · d6 preto peão · e6 branco rainha · e5 branco peão · f5 preto peão · h5 preto peão · a4 branco cavalo · d4 branco peão · f4 branco peão · b3 branco cavalo · e3 preto rainha · g3 preto peão · h3 branco peão · g2 branco peão · d1 branco bispo · f1 branco rei | 7 |
| 6 | a8 preto bispo · c8 preto torre · d8 preto rei · e8 preto torre · c7 preto bispo · e7 preto peão · f7 preto cavalo · a6 branco torre · d6 preto peão · e6 branco rainha · e5 branco peão · f5 preto peão · h5 preto peão · a4 branco cavalo · d4 branco peão · f4 branco peão · b3 branco cavalo · e3 preto rainha · g3 preto peão · h3 branco peão · g2 branco peão · d1 branco bispo · f1 branco rei | a8 preto bispo · c8 preto torre · d8 preto rei · e8 preto torre · c7 preto bispo · e7 preto peão · f7 preto cavalo · a6 branco torre · d6 preto peão · e6 branco rainha · e5 branco peão · f5 preto peão · h5 preto peão · a4 branco cavalo · d4 branco peão · f4 branco peão · b3 branco cavalo · e3 preto rainha · g3 preto peão · h3 branco peão · g2 branco peão · d1 branco bispo · f1 branco rei | a8 preto bispo · c8 preto torre · d8 preto rei · e8 preto torre · c7 preto bispo · e7 preto peão · f7 preto cavalo · a6 branco torre · d6 preto peão · e6 branco rainha · e5 branco peão · f5 preto peão · h5 preto peão · a4 branco cavalo · d4 branco peão · f4 branco peão · b3 branco cavalo · e3 preto rainha · g3 preto peão · h3 branco peão · g2 branco peão · d1 branco bispo · f1 branco rei | a8 preto bispo · c8 preto torre · d8 preto rei · e8 preto torre · c7 preto bispo · e7 preto peão · f7 preto cavalo · a6 branco torre · d6 preto peão · e6 branco rainha · e5 branco peão · f5 preto peão · h5 preto peão · a4 branco cavalo · d4 branco peão · f4 branco peão · b3 branco cavalo · e3 preto rainha · g3 preto peão · h3 branco peão · g2 branco peão · d1 branco bispo · f1 branco rei | a8 preto bispo · c8 preto torre · d8 preto rei · e8 preto torre · c7 preto bispo · e7 preto peão · f7 preto cavalo · a6 branco torre · d6 preto peão · e6 branco rainha · e5 branco peão · f5 preto peão · h5 preto peão · a4 branco cavalo · d4 branco peão · f4 branco peão · b3 branco cavalo · e3 preto rainha · g3 preto peão · h3 branco peão · g2 branco peão · d1 branco bispo · f1 branco rei | a8 preto bispo · c8 preto torre · d8 preto rei · e8 preto torre · c7 preto bispo · e7 preto peão · f7 preto cavalo · a6 branco torre · d6 preto peão · e6 branco rainha · e5 branco peão · f5 preto peão · h5 preto peão · a4 branco cavalo · d4 branco peão · f4 branco peão · b3 branco cavalo · e3 preto rainha · g3 preto peão · h3 branco peão · g2 branco peão · d1 branco bispo · f1 branco rei | a8 preto bispo · c8 preto torre · d8 preto rei · e8 preto torre · c7 preto bispo · e7 preto peão · f7 preto cavalo · a6 branco torre · d6 preto peão · e6 branco rainha · e5 branco peão · f5 preto peão · h5 preto peão · a4 branco cavalo · d4 branco peão · f4 branco peão · b3 branco cavalo · e3 preto rainha · g3 preto peão · h3 branco peão · g2 branco peão · d1 branco bispo · f1 branco rei | a8 preto bispo · c8 preto torre · d8 preto rei · e8 preto torre · c7 preto bispo · e7 preto peão · f7 preto cavalo · a6 branco torre · d6 preto peão · e6 branco rainha · e5 branco peão · f5 preto peão · h5 preto peão · a4 branco cavalo · d4 branco peão · f4 branco peão · b3 branco cavalo · e3 preto rainha · g3 preto peão · h3 branco peão · g2 branco peão · d1 branco bispo · f1 branco rei | 6 |
| 5 | a8 preto bispo · c8 preto torre · d8 preto rei · e8 preto torre · c7 preto bispo · e7 preto peão · f7 preto cavalo · a6 branco torre · d6 preto peão · e6 branco rainha · e5 branco peão · f5 preto peão · h5 preto peão · a4 branco cavalo · d4 branco peão · f4 branco peão · b3 branco cavalo · e3 preto rainha · g3 preto peão · h3 branco peão · g2 branco peão · d1 branco bispo · f1 branco rei | a8 preto bispo · c8 preto torre · d8 preto rei · e8 preto torre · c7 preto bispo · e7 preto peão · f7 preto cavalo · a6 branco torre · d6 preto peão · e6 branco rainha · e5 branco peão · f5 preto peão · h5 preto peão · a4 branco cavalo · d4 branco peão · f4 branco peão · b3 branco cavalo · e3 preto rainha · g3 preto peão · h3 branco peão · g2 branco peão · d1 branco bispo · f1 branco rei | a8 preto bispo · c8 preto torre · d8 preto rei · e8 preto torre · c7 preto bispo · e7 preto peão · f7 preto cavalo · a6 branco torre · d6 preto peão · e6 branco rainha · e5 branco peão · f5 preto peão · h5 preto peão · a4 branco cavalo · d4 branco peão · f4 branco peão · b3 branco cavalo · e3 preto rainha · g3 preto peão · h3 branco peão · g2 branco peão · d1 branco bispo · f1 branco rei | a8 preto bispo · c8 preto torre · d8 preto rei · e8 preto torre · c7 preto bispo · e7 preto peão · f7 preto cavalo · a6 branco torre · d6 preto peão · e6 branco rainha · e5 branco peão · f5 preto peão · h5 preto peão · a4 branco cavalo · d4 branco peão · f4 branco peão · b3 branco cavalo · e3 preto rainha · g3 preto peão · h3 branco peão · g2 branco peão · d1 branco bispo · f1 branco rei | a8 preto bispo · c8 preto torre · d8 preto rei · e8 preto torre · c7 preto bispo · e7 preto peão · f7 preto cavalo · a6 branco torre · d6 preto peão · e6 branco rainha · e5 branco peão · f5 preto peão · h5 preto peão · a4 branco cavalo · d4 branco peão · f4 branco peão · b3 branco cavalo · e3 preto rainha · g3 preto peão · h3 branco peão · g2 branco peão · d1 branco bispo · f1 branco rei | a8 preto bispo · c8 preto torre · d8 preto rei · e8 preto torre · c7 preto bispo · e7 preto peão · f7 preto cavalo · a6 branco torre · d6 preto peão · e6 branco rainha · e5 branco peão · f5 preto peão · h5 preto peão · a4 branco cavalo · d4 branco peão · f4 branco peão · b3 branco cavalo · e3 preto rainha · g3 preto peão · h3 branco peão · g2 branco peão · d1 branco bispo · f1 branco rei | a8 preto bispo · c8 preto torre · d8 preto rei · e8 preto torre · c7 preto bispo · e7 preto peão · f7 preto cavalo · a6 branco torre · d6 preto peão · e6 branco rainha · e5 branco peão · f5 preto peão · h5 preto peão · a4 branco cavalo · d4 branco peão · f4 branco peão · b3 branco cavalo · e3 preto rainha · g3 preto peão · h3 branco peão · g2 branco peão · d1 branco bispo · f1 branco rei | a8 preto bispo · c8 preto torre · d8 preto rei · e8 preto torre · c7 preto bispo · e7 preto peão · f7 preto cavalo · a6 branco torre · d6 preto peão · e6 branco rainha · e5 branco peão · f5 preto peão · h5 preto peão · a4 branco cavalo · d4 branco peão · f4 branco peão · b3 branco cavalo · e3 preto rainha · g3 preto peão · h3 branco peão · g2 branco peão · d1 branco bispo · f1 branco rei | 5 |
| 4 | a8 preto bispo · c8 preto torre · d8 preto rei · e8 preto torre · c7 preto bispo · e7 preto peão · f7 preto cavalo · a6 branco torre · d6 preto peão · e6 branco rainha · e5 branco peão · f5 preto peão · h5 preto peão · a4 branco cavalo · d4 branco peão · f4 branco peão · b3 branco cavalo · e3 preto rainha · g3 preto peão · h3 branco peão · g2 branco peão · d1 branco bispo · f1 branco rei | a8 preto bispo · c8 preto torre · d8 preto rei · e8 preto torre · c7 preto bispo · e7 preto peão · f7 preto cavalo · a6 branco torre · d6 preto peão · e6 branco rainha · e5 branco peão · f5 preto peão · h5 preto peão · a4 branco cavalo · d4 branco peão · f4 branco peão · b3 branco cavalo · e3 preto rainha · g3 preto peão · h3 branco peão · g2 branco peão · d1 branco bispo · f1 branco rei | a8 preto bispo · c8 preto torre · d8 preto rei · e8 preto torre · c7 preto bispo · e7 preto peão · f7 preto cavalo · a6 branco torre · d6 preto peão · e6 branco rainha · e5 branco peão · f5 preto peão · h5 preto peão · a4 branco cavalo · d4 branco peão · f4 branco peão · b3 branco cavalo · e3 preto rainha · g3 preto peão · h3 branco peão · g2 branco peão · d1 branco bispo · f1 branco rei | a8 preto bispo · c8 preto torre · d8 preto rei · e8 preto torre · c7 preto bispo · e7 preto peão · f7 preto cavalo · a6 branco torre · d6 preto peão · e6 branco rainha · e5 branco peão · f5 preto peão · h5 preto peão · a4 branco cavalo · d4 branco peão · f4 branco peão · b3 branco cavalo · e3 preto rainha · g3 preto peão · h3 branco peão · g2 branco peão · d1 branco bispo · f1 branco rei | a8 preto bispo · c8 preto torre · d8 preto rei · e8 preto torre · c7 preto bispo · e7 preto peão · f7 preto cavalo · a6 branco torre · d6 preto peão · e6 branco rainha · e5 branco peão · f5 preto peão · h5 preto peão · a4 branco cavalo · d4 branco peão · f4 branco peão · b3 branco cavalo · e3 preto rainha · g3 preto peão · h3 branco peão · g2 branco peão · d1 branco bispo · f1 branco rei | a8 preto bispo · c8 preto torre · d8 preto rei · e8 preto torre · c7 preto bispo · e7 preto peão · f7 preto cavalo · a6 branco torre · d6 preto peão · e6 branco rainha · e5 branco peão · f5 preto peão · h5 preto peão · a4 branco cavalo · d4 branco peão · f4 branco peão · b3 branco cavalo · e3 preto rainha · g3 preto peão · h3 branco peão · g2 branco peão · d1 branco bispo · f1 branco rei | a8 preto bispo · c8 preto torre · d8 preto rei · e8 preto torre · c7 preto bispo · e7 preto peão · f7 preto cavalo · a6 branco torre · d6 preto peão · e6 branco rainha · e5 branco peão · f5 preto peão · h5 preto peão · a4 branco cavalo · d4 branco peão · f4 branco peão · b3 branco cavalo · e3 preto rainha · g3 preto peão · h3 branco peão · g2 branco peão · d1 branco bispo · f1 branco rei | a8 preto bispo · c8 preto torre · d8 preto rei · e8 preto torre · c7 preto bispo · e7 preto peão · f7 preto cavalo · a6 branco torre · d6 preto peão · e6 branco rainha · e5 branco peão · f5 preto peão · h5 preto peão · a4 branco cavalo · d4 branco peão · f4 branco peão · b3 branco cavalo · e3 preto rainha · g3 preto peão · h3 branco peão · g2 branco peão · d1 branco bispo · f1 branco rei | 4 |
| 3 | a8 preto bispo · c8 preto torre · d8 preto rei · e8 preto torre · c7 preto bispo · e7 preto peão · f7 preto cavalo · a6 branco torre · d6 preto peão · e6 branco rainha · e5 branco peão · f5 preto peão · h5 preto peão · a4 branco cavalo · d4 branco peão · f4 branco peão · b3 branco cavalo · e3 preto rainha · g3 preto peão · h3 branco peão · g2 branco peão · d1 branco bispo · f1 branco rei | a8 preto bispo · c8 preto torre · d8 preto rei · e8 preto torre · c7 preto bispo · e7 preto peão · f7 preto cavalo · a6 branco torre · d6 preto peão · e6 branco rainha · e5 branco peão · f5 preto peão · h5 preto peão · a4 branco cavalo · d4 branco peão · f4 branco peão · b3 branco cavalo · e3 preto rainha · g3 preto peão · h3 branco peão · g2 branco peão · d1 branco bispo · f1 branco rei | a8 preto bispo · c8 preto torre · d8 preto rei · e8 preto torre · c7 preto bispo · e7 preto peão · f7 preto cavalo · a6 branco torre · d6 preto peão · e6 branco rainha · e5 branco peão · f5 preto peão · h5 preto peão · a4 branco cavalo · d4 branco peão · f4 branco peão · b3 branco cavalo · e3 preto rainha · g3 preto peão · h3 branco peão · g2 branco peão · d1 branco bispo · f1 branco rei | a8 preto bispo · c8 preto torre · d8 preto rei · e8 preto torre · c7 preto bispo · e7 preto peão · f7 preto cavalo · a6 branco torre · d6 preto peão · e6 branco rainha · e5 branco peão · f5 preto peão · h5 preto peão · a4 branco cavalo · d4 branco peão · f4 branco peão · b3 branco cavalo · e3 preto rainha · g3 preto peão · h3 branco peão · g2 branco peão · d1 branco bispo · f1 branco rei | a8 preto bispo · c8 preto torre · d8 preto rei · e8 preto torre · c7 preto bispo · e7 preto peão · f7 preto cavalo · a6 branco torre · d6 preto peão · e6 branco rainha · e5 branco peão · f5 preto peão · h5 preto peão · a4 branco cavalo · d4 branco peão · f4 branco peão · b3 branco cavalo · e3 preto rainha · g3 preto peão · h3 branco peão · g2 branco peão · d1 branco bispo · f1 branco rei | a8 preto bispo · c8 preto torre · d8 preto rei · e8 preto torre · c7 preto bispo · e7 preto peão · f7 preto cavalo · a6 branco torre · d6 preto peão · e6 branco rainha · e5 branco peão · f5 preto peão · h5 preto peão · a4 branco cavalo · d4 branco peão · f4 branco peão · b3 branco cavalo · e3 preto rainha · g3 preto peão · h3 branco peão · g2 branco peão · d1 branco bispo · f1 branco rei | a8 preto bispo · c8 preto torre · d8 preto rei · e8 preto torre · c7 preto bispo · e7 preto peão · f7 preto cavalo · a6 branco torre · d6 preto peão · e6 branco rainha · e5 branco peão · f5 preto peão · h5 preto peão · a4 branco cavalo · d4 branco peão · f4 branco peão · b3 branco cavalo · e3 preto rainha · g3 preto peão · h3 branco peão · g2 branco peão · d1 branco bispo · f1 branco rei | a8 preto bispo · c8 preto torre · d8 preto rei · e8 preto torre · c7 preto bispo · e7 preto peão · f7 preto cavalo · a6 branco torre · d6 preto peão · e6 branco rainha · e5 branco peão · f5 preto peão · h5 preto peão · a4 branco cavalo · d4 branco peão · f4 branco peão · b3 branco cavalo · e3 preto rainha · g3 preto peão · h3 branco peão · g2 branco peão · d1 branco bispo · f1 branco rei | 3 |
| 2 | a8 preto bispo · c8 preto torre · d8 preto rei · e8 preto torre · c7 preto bispo · e7 preto peão · f7 preto cavalo · a6 branco torre · d6 preto peão · e6 branco rainha · e5 branco peão · f5 preto peão · h5 preto peão · a4 branco cavalo · d4 branco peão · f4 branco peão · b3 branco cavalo · e3 preto rainha · g3 preto peão · h3 branco peão · g2 branco peão · d1 branco bispo · f1 branco rei | a8 preto bispo · c8 preto torre · d8 preto rei · e8 preto torre · c7 preto bispo · e7 preto peão · f7 preto cavalo · a6 branco torre · d6 preto peão · e6 branco rainha · e5 branco peão · f5 preto peão · h5 preto peão · a4 branco cavalo · d4 branco peão · f4 branco peão · b3 branco cavalo · e3 preto rainha · g3 preto peão · h3 branco peão · g2 branco peão · d1 branco bispo · f1 branco rei | a8 preto bispo · c8 preto torre · d8 preto rei · e8 preto torre · c7 preto bispo · e7 preto peão · f7 preto cavalo · a6 branco torre · d6 preto peão · e6 branco rainha · e5 branco peão · f5 preto peão · h5 preto peão · a4 branco cavalo · d4 branco peão · f4 branco peão · b3 branco cavalo · e3 preto rainha · g3 preto peão · h3 branco peão · g2 branco peão · d1 branco bispo · f1 branco rei | a8 preto bispo · c8 preto torre · d8 preto rei · e8 preto torre · c7 preto bispo · e7 preto peão · f7 preto cavalo · a6 branco torre · d6 preto peão · e6 branco rainha · e5 branco peão · f5 preto peão · h5 preto peão · a4 branco cavalo · d4 branco peão · f4 branco peão · b3 branco cavalo · e3 preto rainha · g3 preto peão · h3 branco peão · g2 branco peão · d1 branco bispo · f1 branco rei | a8 preto bispo · c8 preto torre · d8 preto rei · e8 preto torre · c7 preto bispo · e7 preto peão · f7 preto cavalo · a6 branco torre · d6 preto peão · e6 branco rainha · e5 branco peão · f5 preto peão · h5 preto peão · a4 branco cavalo · d4 branco peão · f4 branco peão · b3 branco cavalo · e3 preto rainha · g3 preto peão · h3 branco peão · g2 branco peão · d1 branco bispo · f1 branco rei | a8 preto bispo · c8 preto torre · d8 preto rei · e8 preto torre · c7 preto bispo · e7 preto peão · f7 preto cavalo · a6 branco torre · d6 preto peão · e6 branco rainha · e5 branco peão · f5 preto peão · h5 preto peão · a4 branco cavalo · d4 branco peão · f4 branco peão · b3 branco cavalo · e3 preto rainha · g3 preto peão · h3 branco peão · g2 branco peão · d1 branco bispo · f1 branco rei | a8 preto bispo · c8 preto torre · d8 preto rei · e8 preto torre · c7 preto bispo · e7 preto peão · f7 preto cavalo · a6 branco torre · d6 preto peão · e6 branco rainha · e5 branco peão · f5 preto peão · h5 preto peão · a4 branco cavalo · d4 branco peão · f4 branco peão · b3 branco cavalo · e3 preto rainha · g3 preto peão · h3 branco peão · g2 branco peão · d1 branco bispo · f1 branco rei | a8 preto bispo · c8 preto torre · d8 preto rei · e8 preto torre · c7 preto bispo · e7 preto peão · f7 preto cavalo · a6 branco torre · d6 preto peão · e6 branco rainha · e5 branco peão · f5 preto peão · h5 preto peão · a4 branco cavalo · d4 branco peão · f4 branco peão · b3 branco cavalo · e3 preto rainha · g3 preto peão · h3 branco peão · g2 branco peão · d1 branco bispo · f1 branco rei | 2 |
| 1 | a8 preto bispo · c8 preto torre · d8 preto rei · e8 preto torre · c7 preto bispo · e7 preto peão · f7 preto cavalo · a6 branco torre · d6 preto peão · e6 branco rainha · e5 branco peão · f5 preto peão · h5 preto peão · a4 branco cavalo · d4 branco peão · f4 branco peão · b3 branco cavalo · e3 preto rainha · g3 preto peão · h3 branco peão · g2 branco peão · d1 branco bispo · f1 branco rei | a8 preto bispo · c8 preto torre · d8 preto rei · e8 preto torre · c7 preto bispo · e7 preto peão · f7 preto cavalo · a6 branco torre · d6 preto peão · e6 branco rainha · e5 branco peão · f5 preto peão · h5 preto peão · a4 branco cavalo · d4 branco peão · f4 branco peão · b3 branco cavalo · e3 preto rainha · g3 preto peão · h3 branco peão · g2 branco peão · d1 branco bispo · f1 branco rei | a8 preto bispo · c8 preto torre · d8 preto rei · e8 preto torre · c7 preto bispo · e7 preto peão · f7 preto cavalo · a6 branco torre · d6 preto peão · e6 branco rainha · e5 branco peão · f5 preto peão · h5 preto peão · a4 branco cavalo · d4 branco peão · f4 branco peão · b3 branco cavalo · e3 preto rainha · g3 preto peão · h3 branco peão · g2 branco peão · d1 branco bispo · f1 branco rei | a8 preto bispo · c8 preto torre · d8 preto rei · e8 preto torre · c7 preto bispo · e7 preto peão · f7 preto cavalo · a6 branco torre · d6 preto peão · e6 branco rainha · e5 branco peão · f5 preto peão · h5 preto peão · a4 branco cavalo · d4 branco peão · f4 branco peão · b3 branco cavalo · e3 preto rainha · g3 preto peão · h3 branco peão · g2 branco peão · d1 branco bispo · f1 branco rei | a8 preto bispo · c8 preto torre · d8 preto rei · e8 preto torre · c7 preto bispo · e7 preto peão · f7 preto cavalo · a6 branco torre · d6 preto peão · e6 branco rainha · e5 branco peão · f5 preto peão · h5 preto peão · a4 branco cavalo · d4 branco peão · f4 branco peão · b3 branco cavalo · e3 preto rainha · g3 preto peão · h3 branco peão · g2 branco peão · d1 branco bispo · f1 branco rei | a8 preto bispo · c8 preto torre · d8 preto rei · e8 preto torre · c7 preto bispo · e7 preto peão · f7 preto cavalo · a6 branco torre · d6 preto peão · e6 branco rainha · e5 branco peão · f5 preto peão · h5 preto peão · a4 branco cavalo · d4 branco peão · f4 branco peão · b3 branco cavalo · e3 preto rainha · g3 preto peão · h3 branco peão · g2 branco peão · d1 branco bispo · f1 branco rei | a8 preto bispo · c8 preto torre · d8 preto rei · e8 preto torre · c7 preto bispo · e7 preto peão · f7 preto cavalo · a6 branco torre · d6 preto peão · e6 branco rainha · e5 branco peão · f5 preto peão · h5 preto peão · a4 branco cavalo · d4 branco peão · f4 branco peão · b3 branco cavalo · e3 preto rainha · g3 preto peão · h3 branco peão · g2 branco peão · d1 branco bispo · f1 branco rei | a8 preto bispo · c8 preto torre · d8 preto rei · e8 preto torre · c7 preto bispo · e7 preto peão · f7 preto cavalo · a6 branco torre · d6 preto peão · e6 branco rainha · e5 branco peão · f5 preto peão · h5 preto peão · a4 branco cavalo · d4 branco peão · f4 branco peão · b3 branco cavalo · e3 preto rainha · g3 preto peão · h3 branco peão · g2 branco peão · d1 branco bispo · f1 branco rei | 1 |
|   | a | b | c | d | e | f | g | h |   |

|   | a | b | c | d | e | f | g | h |   |
| 8 | c8 preto torre · e8 preto torre · c7 preto bispo · e7 preto peão · f7 preto cavalo · a6 branco torre · c6 branco bispo · e6 preto rei · d5 branco peão · e5 branco peão · f5 preto peão · h5 preto peão · f4 branco peão · e3 preto rainha · g3 preto peão · h3 branco peão · g2 branco peão · f1 branco rei | c8 preto torre · e8 preto torre · c7 preto bispo · e7 preto peão · f7 preto cavalo · a6 branco torre · c6 branco bispo · e6 preto rei · d5 branco peão · e5 branco peão · f5 preto peão · h5 preto peão · f4 branco peão · e3 preto rainha · g3 preto peão · h3 branco peão · g2 branco peão · f1 branco rei | c8 preto torre · e8 preto torre · c7 preto bispo · e7 preto peão · f7 preto cavalo · a6 branco torre · c6 branco bispo · e6 preto rei · d5 branco peão · e5 branco peão · f5 preto peão · h5 preto peão · f4 branco peão · e3 preto rainha · g3 preto peão · h3 branco peão · g2 branco peão · f1 branco rei | c8 preto torre · e8 preto torre · c7 preto bispo · e7 preto peão · f7 preto cavalo · a6 branco torre · c6 branco bispo · e6 preto rei · d5 branco peão · e5 branco peão · f5 preto peão · h5 preto peão · f4 branco peão · e3 preto rainha · g3 preto peão · h3 branco peão · g2 branco peão · f1 branco rei | c8 preto torre · e8 preto torre · c7 preto bispo · e7 preto peão · f7 preto cavalo · a6 branco torre · c6 branco bispo · e6 preto rei · d5 branco peão · e5 branco peão · f5 preto peão · h5 preto peão · f4 branco peão · e3 preto rainha · g3 preto peão · h3 branco peão · g2 branco peão · f1 branco rei | c8 preto torre · e8 preto torre · c7 preto bispo · e7 preto peão · f7 preto cavalo · a6 branco torre · c6 branco bispo · e6 preto rei · d5 branco peão · e5 branco peão · f5 preto peão · h5 preto peão · f4 branco peão · e3 preto rainha · g3 preto peão · h3 branco peão · g2 branco peão · f1 branco rei | c8 preto torre · e8 preto torre · c7 preto bispo · e7 preto peão · f7 preto cavalo · a6 branco torre · c6 branco bispo · e6 preto rei · d5 branco peão · e5 branco peão · f5 preto peão · h5 preto peão · f4 branco peão · e3 preto rainha · g3 preto peão · h3 branco peão · g2 branco peão · f1 branco rei | c8 preto torre · e8 preto torre · c7 preto bispo · e7 preto peão · f7 preto cavalo · a6 branco torre · c6 branco bispo · e6 preto rei · d5 branco peão · e5 branco peão · f5 preto peão · h5 preto peão · f4 branco peão · e3 preto rainha · g3 preto peão · h3 branco peão · g2 branco peão · f1 branco rei | 8 |
| 7 | c8 preto torre · e8 preto torre · c7 preto bispo · e7 preto peão · f7 preto cavalo · a6 branco torre · c6 branco bispo · e6 preto rei · d5 branco peão · e5 branco peão · f5 preto peão · h5 preto peão · f4 branco peão · e3 preto rainha · g3 preto peão · h3 branco peão · g2 branco peão · f1 branco rei | c8 preto torre · e8 preto torre · c7 preto bispo · e7 preto peão · f7 preto cavalo · a6 branco torre · c6 branco bispo · e6 preto rei · d5 branco peão · e5 branco peão · f5 preto peão · h5 preto peão · f4 branco peão · e3 preto rainha · g3 preto peão · h3 branco peão · g2 branco peão · f1 branco rei | c8 preto torre · e8 preto torre · c7 preto bispo · e7 preto peão · f7 preto cavalo · a6 branco torre · c6 branco bispo · e6 preto rei · d5 branco peão · e5 branco peão · f5 preto peão · h5 preto peão · f4 branco peão · e3 preto rainha · g3 preto peão · h3 branco peão · g2 branco peão · f1 branco rei | c8 preto torre · e8 preto torre · c7 preto bispo · e7 preto peão · f7 preto cavalo · a6 branco torre · c6 branco bispo · e6 preto rei · d5 branco peão · e5 branco peão · f5 preto peão · h5 preto peão · f4 branco peão · e3 preto rainha · g3 preto peão · h3 branco peão · g2 branco peão · f1 branco rei | c8 preto torre · e8 preto torre · c7 preto bispo · e7 preto peão · f7 preto cavalo · a6 branco torre · c6 branco bispo · e6 preto rei · d5 branco peão · e5 branco peão · f5 preto peão · h5 preto peão · f4 branco peão · e3 preto rainha · g3 preto peão · h3 branco peão · g2 branco peão · f1 branco rei | c8 preto torre · e8 preto torre · c7 preto bispo · e7 preto peão · f7 preto cavalo · a6 branco torre · c6 branco bispo · e6 preto rei · d5 branco peão · e5 branco peão · f5 preto peão · h5 preto peão · f4 branco peão · e3 preto rainha · g3 preto peão · h3 branco peão · g2 branco peão · f1 branco rei | c8 preto torre · e8 preto torre · c7 preto bispo · e7 preto peão · f7 preto cavalo · a6 branco torre · c6 branco bispo · e6 preto rei · d5 branco peão · e5 branco peão · f5 preto peão · h5 preto peão · f4 branco peão · e3 preto rainha · g3 preto peão · h3 branco peão · g2 branco peão · f1 branco rei | c8 preto torre · e8 preto torre · c7 preto bispo · e7 preto peão · f7 preto cavalo · a6 branco torre · c6 branco bispo · e6 preto rei · d5 branco peão · e5 branco peão · f5 preto peão · h5 preto peão · f4 branco peão · e3 preto rainha · g3 preto peão · h3 branco peão · g2 branco peão · f1 branco rei | 7 |
| 6 | c8 preto torre · e8 preto torre · c7 preto bispo · e7 preto peão · f7 preto cavalo · a6 branco torre · c6 branco bispo · e6 preto rei · d5 branco peão · e5 branco peão · f5 preto peão · h5 preto peão · f4 branco peão · e3 preto rainha · g3 preto peão · h3 branco peão · g2 branco peão · f1 branco rei | c8 preto torre · e8 preto torre · c7 preto bispo · e7 preto peão · f7 preto cavalo · a6 branco torre · c6 branco bispo · e6 preto rei · d5 branco peão · e5 branco peão · f5 preto peão · h5 preto peão · f4 branco peão · e3 preto rainha · g3 preto peão · h3 branco peão · g2 branco peão · f1 branco rei | c8 preto torre · e8 preto torre · c7 preto bispo · e7 preto peão · f7 preto cavalo · a6 branco torre · c6 branco bispo · e6 preto rei · d5 branco peão · e5 branco peão · f5 preto peão · h5 preto peão · f4 branco peão · e3 preto rainha · g3 preto peão · h3 branco peão · g2 branco peão · f1 branco rei | c8 preto torre · e8 preto torre · c7 preto bispo · e7 preto peão · f7 preto cavalo · a6 branco torre · c6 branco bispo · e6 preto rei · d5 branco peão · e5 branco peão · f5 preto peão · h5 preto peão · f4 branco peão · e3 preto rainha · g3 preto peão · h3 branco peão · g2 branco peão · f1 branco rei | c8 preto torre · e8 preto torre · c7 preto bispo · e7 preto peão · f7 preto cavalo · a6 branco torre · c6 branco bispo · e6 preto rei · d5 branco peão · e5 branco peão · f5 preto peão · h5 preto peão · f4 branco peão · e3 preto rainha · g3 preto peão · h3 branco peão · g2 branco peão · f1 branco rei | c8 preto torre · e8 preto torre · c7 preto bispo · e7 preto peão · f7 preto cavalo · a6 branco torre · c6 branco bispo · e6 preto rei · d5 branco peão · e5 branco peão · f5 preto peão · h5 preto peão · f4 branco peão · e3 preto rainha · g3 preto peão · h3 branco peão · g2 branco peão · f1 branco rei | c8 preto torre · e8 preto torre · c7 preto bispo · e7 preto peão · f7 preto cavalo · a6 branco torre · c6 branco bispo · e6 preto rei · d5 branco peão · e5 branco peão · f5 preto peão · h5 preto peão · f4 branco peão · e3 preto rainha · g3 preto peão · h3 branco peão · g2 branco peão · f1 branco rei | c8 preto torre · e8 preto torre · c7 preto bispo · e7 preto peão · f7 preto cavalo · a6 branco torre · c6 branco bispo · e6 preto rei · d5 branco peão · e5 branco peão · f5 preto peão · h5 preto peão · f4 branco peão · e3 preto rainha · g3 preto peão · h3 branco peão · g2 branco peão · f1 branco rei | 6 |
| 5 | c8 preto torre · e8 preto torre · c7 preto bispo · e7 preto peão · f7 preto cavalo · a6 branco torre · c6 branco bispo · e6 preto rei · d5 branco peão · e5 branco peão · f5 preto peão · h5 preto peão · f4 branco peão · e3 preto rainha · g3 preto peão · h3 branco peão · g2 branco peão · f1 branco rei | c8 preto torre · e8 preto torre · c7 preto bispo · e7 preto peão · f7 preto cavalo · a6 branco torre · c6 branco bispo · e6 preto rei · d5 branco peão · e5 branco peão · f5 preto peão · h5 preto peão · f4 branco peão · e3 preto rainha · g3 preto peão · h3 branco peão · g2 branco peão · f1 branco rei | c8 preto torre · e8 preto torre · c7 preto bispo · e7 preto peão · f7 preto cavalo · a6 branco torre · c6 branco bispo · e6 preto rei · d5 branco peão · e5 branco peão · f5 preto peão · h5 preto peão · f4 branco peão · e3 preto rainha · g3 preto peão · h3 branco peão · g2 branco peão · f1 branco rei | c8 preto torre · e8 preto torre · c7 preto bispo · e7 preto peão · f7 preto cavalo · a6 branco torre · c6 branco bispo · e6 preto rei · d5 branco peão · e5 branco peão · f5 preto peão · h5 preto peão · f4 branco peão · e3 preto rainha · g3 preto peão · h3 branco peão · g2 branco peão · f1 branco rei | c8 preto torre · e8 preto torre · c7 preto bispo · e7 preto peão · f7 preto cavalo · a6 branco torre · c6 branco bispo · e6 preto rei · d5 branco peão · e5 branco peão · f5 preto peão · h5 preto peão · f4 branco peão · e3 preto rainha · g3 preto peão · h3 branco peão · g2 branco peão · f1 branco rei | c8 preto torre · e8 preto torre · c7 preto bispo · e7 preto peão · f7 preto cavalo · a6 branco torre · c6 branco bispo · e6 preto rei · d5 branco peão · e5 branco peão · f5 preto peão · h5 preto peão · f4 branco peão · e3 preto rainha · g3 preto peão · h3 branco peão · g2 branco peão · f1 branco rei | c8 preto torre · e8 preto torre · c7 preto bispo · e7 preto peão · f7 preto cavalo · a6 branco torre · c6 branco bispo · e6 preto rei · d5 branco peão · e5 branco peão · f5 preto peão · h5 preto peão · f4 branco peão · e3 preto rainha · g3 preto peão · h3 branco peão · g2 branco peão · f1 branco rei | c8 preto torre · e8 preto torre · c7 preto bispo · e7 preto peão · f7 preto cavalo · a6 branco torre · c6 branco bispo · e6 preto rei · d5 branco peão · e5 branco peão · f5 preto peão · h5 preto peão · f4 branco peão · e3 preto rainha · g3 preto peão · h3 branco peão · g2 branco peão · f1 branco rei | 5 |
| 4 | c8 preto torre · e8 preto torre · c7 preto bispo · e7 preto peão · f7 preto cavalo · a6 branco torre · c6 branco bispo · e6 preto rei · d5 branco peão · e5 branco peão · f5 preto peão · h5 preto peão · f4 branco peão · e3 preto rainha · g3 preto peão · h3 branco peão · g2 branco peão · f1 branco rei | c8 preto torre · e8 preto torre · c7 preto bispo · e7 preto peão · f7 preto cavalo · a6 branco torre · c6 branco bispo · e6 preto rei · d5 branco peão · e5 branco peão · f5 preto peão · h5 preto peão · f4 branco peão · e3 preto rainha · g3 preto peão · h3 branco peão · g2 branco peão · f1 branco rei | c8 preto torre · e8 preto torre · c7 preto bispo · e7 preto peão · f7 preto cavalo · a6 branco torre · c6 branco bispo · e6 preto rei · d5 branco peão · e5 branco peão · f5 preto peão · h5 preto peão · f4 branco peão · e3 preto rainha · g3 preto peão · h3 branco peão · g2 branco peão · f1 branco rei | c8 preto torre · e8 preto torre · c7 preto bispo · e7 preto peão · f7 preto cavalo · a6 branco torre · c6 branco bispo · e6 preto rei · d5 branco peão · e5 branco peão · f5 preto peão · h5 preto peão · f4 branco peão · e3 preto rainha · g3 preto peão · h3 branco peão · g2 branco peão · f1 branco rei | c8 preto torre · e8 preto torre · c7 preto bispo · e7 preto peão · f7 preto cavalo · a6 branco torre · c6 branco bispo · e6 preto rei · d5 branco peão · e5 branco peão · f5 preto peão · h5 preto peão · f4 branco peão · e3 preto rainha · g3 preto peão · h3 branco peão · g2 branco peão · f1 branco rei | c8 preto torre · e8 preto torre · c7 preto bispo · e7 preto peão · f7 preto cavalo · a6 branco torre · c6 branco bispo · e6 preto rei · d5 branco peão · e5 branco peão · f5 preto peão · h5 preto peão · f4 branco peão · e3 preto rainha · g3 preto peão · h3 branco peão · g2 branco peão · f1 branco rei | c8 preto torre · e8 preto torre · c7 preto bispo · e7 preto peão · f7 preto cavalo · a6 branco torre · c6 branco bispo · e6 preto rei · d5 branco peão · e5 branco peão · f5 preto peão · h5 preto peão · f4 branco peão · e3 preto rainha · g3 preto peão · h3 branco peão · g2 branco peão · f1 branco rei | c8 preto torre · e8 preto torre · c7 preto bispo · e7 preto peão · f7 preto cavalo · a6 branco torre · c6 branco bispo · e6 preto rei · d5 branco peão · e5 branco peão · f5 preto peão · h5 preto peão · f4 branco peão · e3 preto rainha · g3 preto peão · h3 branco peão · g2 branco peão · f1 branco rei | 4 |
| 3 | c8 preto torre · e8 preto torre · c7 preto bispo · e7 preto peão · f7 preto cavalo · a6 branco torre · c6 branco bispo · e6 preto rei · d5 branco peão · e5 branco peão · f5 preto peão · h5 preto peão · f4 branco peão · e3 preto rainha · g3 preto peão · h3 branco peão · g2 branco peão · f1 branco rei | c8 preto torre · e8 preto torre · c7 preto bispo · e7 preto peão · f7 preto cavalo · a6 branco torre · c6 branco bispo · e6 preto rei · d5 branco peão · e5 branco peão · f5 preto peão · h5 preto peão · f4 branco peão · e3 preto rainha · g3 preto peão · h3 branco peão · g2 branco peão · f1 branco rei | c8 preto torre · e8 preto torre · c7 preto bispo · e7 preto peão · f7 preto cavalo · a6 branco torre · c6 branco bispo · e6 preto rei · d5 branco peão · e5 branco peão · f5 preto peão · h5 preto peão · f4 branco peão · e3 preto rainha · g3 preto peão · h3 branco peão · g2 branco peão · f1 branco rei | c8 preto torre · e8 preto torre · c7 preto bispo · e7 preto peão · f7 preto cavalo · a6 branco torre · c6 branco bispo · e6 preto rei · d5 branco peão · e5 branco peão · f5 preto peão · h5 preto peão · f4 branco peão · e3 preto rainha · g3 preto peão · h3 branco peão · g2 branco peão · f1 branco rei | c8 preto torre · e8 preto torre · c7 preto bispo · e7 preto peão · f7 preto cavalo · a6 branco torre · c6 branco bispo · e6 preto rei · d5 branco peão · e5 branco peão · f5 preto peão · h5 preto peão · f4 branco peão · e3 preto rainha · g3 preto peão · h3 branco peão · g2 branco peão · f1 branco rei | c8 preto torre · e8 preto torre · c7 preto bispo · e7 preto peão · f7 preto cavalo · a6 branco torre · c6 branco bispo · e6 preto rei · d5 branco peão · e5 branco peão · f5 preto peão · h5 preto peão · f4 branco peão · e3 preto rainha · g3 preto peão · h3 branco peão · g2 branco peão · f1 branco rei | c8 preto torre · e8 preto torre · c7 preto bispo · e7 preto peão · f7 preto cavalo · a6 branco torre · c6 branco bispo · e6 preto rei · d5 branco peão · e5 branco peão · f5 preto peão · h5 preto peão · f4 branco peão · e3 preto rainha · g3 preto peão · h3 branco peão · g2 branco peão · f1 branco rei | c8 preto torre · e8 preto torre · c7 preto bispo · e7 preto peão · f7 preto cavalo · a6 branco torre · c6 branco bispo · e6 preto rei · d5 branco peão · e5 branco peão · f5 preto peão · h5 preto peão · f4 branco peão · e3 preto rainha · g3 preto peão · h3 branco peão · g2 branco peão · f1 branco rei | 3 |
| 2 | c8 preto torre · e8 preto torre · c7 preto bispo · e7 preto peão · f7 preto cavalo · a6 branco torre · c6 branco bispo · e6 preto rei · d5 branco peão · e5 branco peão · f5 preto peão · h5 preto peão · f4 branco peão · e3 preto rainha · g3 preto peão · h3 branco peão · g2 branco peão · f1 branco rei | c8 preto torre · e8 preto torre · c7 preto bispo · e7 preto peão · f7 preto cavalo · a6 branco torre · c6 branco bispo · e6 preto rei · d5 branco peão · e5 branco peão · f5 preto peão · h5 preto peão · f4 branco peão · e3 preto rainha · g3 preto peão · h3 branco peão · g2 branco peão · f1 branco rei | c8 preto torre · e8 preto torre · c7 preto bispo · e7 preto peão · f7 preto cavalo · a6 branco torre · c6 branco bispo · e6 preto rei · d5 branco peão · e5 branco peão · f5 preto peão · h5 preto peão · f4 branco peão · e3 preto rainha · g3 preto peão · h3 branco peão · g2 branco peão · f1 branco rei | c8 preto torre · e8 preto torre · c7 preto bispo · e7 preto peão · f7 preto cavalo · a6 branco torre · c6 branco bispo · e6 preto rei · d5 branco peão · e5 branco peão · f5 preto peão · h5 preto peão · f4 branco peão · e3 preto rainha · g3 preto peão · h3 branco peão · g2 branco peão · f1 branco rei | c8 preto torre · e8 preto torre · c7 preto bispo · e7 preto peão · f7 preto cavalo · a6 branco torre · c6 branco bispo · e6 preto rei · d5 branco peão · e5 branco peão · f5 preto peão · h5 preto peão · f4 branco peão · e3 preto rainha · g3 preto peão · h3 branco peão · g2 branco peão · f1 branco rei | c8 preto torre · e8 preto torre · c7 preto bispo · e7 preto peão · f7 preto cavalo · a6 branco torre · c6 branco bispo · e6 preto rei · d5 branco peão · e5 branco peão · f5 preto peão · h5 preto peão · f4 branco peão · e3 preto rainha · g3 preto peão · h3 branco peão · g2 branco peão · f1 branco rei | c8 preto torre · e8 preto torre · c7 preto bispo · e7 preto peão · f7 preto cavalo · a6 branco torre · c6 branco bispo · e6 preto rei · d5 branco peão · e5 branco peão · f5 preto peão · h5 preto peão · f4 branco peão · e3 preto rainha · g3 preto peão · h3 branco peão · g2 branco peão · f1 branco rei | c8 preto torre · e8 preto torre · c7 preto bispo · e7 preto peão · f7 preto cavalo · a6 branco torre · c6 branco bispo · e6 preto rei · d5 branco peão · e5 branco peão · f5 preto peão · h5 preto peão · f4 branco peão · e3 preto rainha · g3 preto peão · h3 branco peão · g2 branco peão · f1 branco rei | 2 |
| 1 | c8 preto torre · e8 preto torre · c7 preto bispo · e7 preto peão · f7 preto cavalo · a6 branco torre · c6 branco bispo · e6 preto rei · d5 branco peão · e5 branco peão · f5 preto peão · h5 preto peão · f4 branco peão · e3 preto rainha · g3 preto peão · h3 branco peão · g2 branco peão · f1 branco rei | c8 preto torre · e8 preto torre · c7 preto bispo · e7 preto peão · f7 preto cavalo · a6 branco torre · c6 branco bispo · e6 preto rei · d5 branco peão · e5 branco peão · f5 preto peão · h5 preto peão · f4 branco peão · e3 preto rainha · g3 preto peão · h3 branco peão · g2 branco peão · f1 branco rei | c8 preto torre · e8 preto torre · c7 preto bispo · e7 preto peão · f7 preto cavalo · a6 branco torre · c6 branco bispo · e6 preto rei · d5 branco peão · e5 branco peão · f5 preto peão · h5 preto peão · f4 branco peão · e3 preto rainha · g3 preto peão · h3 branco peão · g2 branco peão · f1 branco rei | c8 preto torre · e8 preto torre · c7 preto bispo · e7 preto peão · f7 preto cavalo · a6 branco torre · c6 branco bispo · e6 preto rei · d5 branco peão · e5 branco peão · f5 preto peão · h5 preto peão · f4 branco peão · e3 preto rainha · g3 preto peão · h3 branco peão · g2 branco peão · f1 branco rei | c8 preto torre · e8 preto torre · c7 preto bispo · e7 preto peão · f7 preto cavalo · a6 branco torre · c6 branco bispo · e6 preto rei · d5 branco peão · e5 branco peão · f5 preto peão · h5 preto peão · f4 branco peão · e3 preto rainha · g3 preto peão · h3 branco peão · g2 branco peão · f1 branco rei | c8 preto torre · e8 preto torre · c7 preto bispo · e7 preto peão · f7 preto cavalo · a6 branco torre · c6 branco bispo · e6 preto rei · d5 branco peão · e5 branco peão · f5 preto peão · h5 preto peão · f4 branco peão · e3 preto rainha · g3 preto peão · h3 branco peão · g2 branco peão · f1 branco rei | c8 preto torre · e8 preto torre · c7 preto bispo · e7 preto peão · f7 preto cavalo · a6 branco torre · c6 branco bispo · e6 preto rei · d5 branco peão · e5 branco peão · f5 preto peão · h5 preto peão · f4 branco peão · e3 preto rainha · g3 preto peão · h3 branco peão · g2 branco peão · f1 branco rei | c8 preto torre · e8 preto torre · c7 preto bispo · e7 preto peão · f7 preto cavalo · a6 branco torre · c6 branco bispo · e6 preto rei · d5 branco peão · e5 branco peão · f5 preto peão · h5 preto peão · f4 branco peão · e3 preto rainha · g3 preto peão · h3 branco peão · g2 branco peão · f1 branco rei | 1 |
|   | a | b | c | d | e | f | g | h |   |

A esquerda um problema de xadrez da página 54 do livro de Bertin. Brancas vencem com 1.Dd7+! Rxd7 2.Cbc5+ Rd8 3.Ce6+ Rd7 4.Cac5+ dxc5 5.Cxc5+ Re8 6.Ce6+ Rd7 7.Ba4+ Bc6 8.Bxc6+ Rxe6 9.d5#.